# Phelotrupes formosanus
Phelotrupes formosanus är en skalbaggsart som beskrevs av Miwa 1930. Phelotrupes formosanus ingår i släktet Phelotrupes och familjen tordyvlar. Inga underarter finns listade i Catalogue of Life.